# Cupaniopsis rotundifolia
Cupaniopsis rotundifolia är en kinesträdsväxtart som beskrevs av F. Adema. Cupaniopsis rotundifolia ingår i släktet Cupaniopsis och familjen kinesträdsväxter. Inga underarter finns listade i Catalogue of Life.